# Iglesia de Santa Cruz (Oreja)
La iglesia de Santa Cruz es un edificio situado en la localidad española de Oreja, en la provincia de Guipúzcoa.

## Descripción
El edificio se encuentra en la localidad española de Oreja, perteneciente a la provincia de Guipúzcoa, en la comunidad autónoma del País Vasco. Se menciona como iglesia parroquial del lugar en el duodécimo volumen del Diccionario geográfico-estadístico-histórico de España y sus posesiones de Ultramar de Pascual Madoz, donde aparece descrita con las siguientes palabras: «igl parr. de primer ascenso con la advocacion de Sta. Cruz, servida por un rector y un beneficiado, de provision de los vec.».